# Педогенез
Педогенез — тип партеногенезу, при якому зародок починає розвиватися ще на личинкових (або інших ранніх) стадіях онтогенезу батьківських особин.
Явище педогенезу було вперше описане російським зоологом М. П. Вагнером в його роботі «Мимовільні розмноження гусениць у комах» (1862).
Серед комах педогенез зустрічається у жуків (Coleoptera), віялокрилі (Strepsiptera), метеликів-мішечниць (Psychidae) та галиця (Cecidomyiidae). Також педогенез відомий для деяких морських гіллястовусих ракоподібних (Cladocera) і паразитичних плоских черв'яків — трематод.
У деяких випадках личинки, які розвиваються в тілі личинки-матері, проявляють себе в ролі ендопаразитів, поїдаючи її зсередини, так що до моменту їхнього виходу з тіла матері вона вже виявляється мертвою.